# Cephalostichus
Cephalostichus is een geslacht van kevers uit de familie van de loopkevers (Carabidae). De wetenschappelijke naam van het geslacht is voor het eerst geldig gepubliceerd in 1977 door Straneo.

## Soorten
Het geslacht Cephalostichus omvat de volgende soorten:
- Cephalostichus laticeps (Straneo, 1953)
- Cephalostichus putzeysi (Chaudoir, 1876)